# Йов (Смакоуз)
Архієпископ Іо́в (справжнє ім'я Смакоуз Віктор Федорович; 19 лютого 1964, Почаїв, УРСР) — релігійний діяч в Україні та Канаді, архієпископ Шумський, вікарій Тернопільської єпархії РПЦвУ, ректор Почаївської духовної семінарії.
2023 року визнаний судом винним у розпалюванні релігійної ворожнечі.

## Життєпис
Народився в сім'ї священника. З дитинства був при храмах, потім у Почаївській лаврі. 1987 року закінчив Ленінградську духовну семінарію, а 1991 року — Санкт-Петербурзьку духовну академію зі ступенем кандидата богослов'я. Навчальним комітетом направлений до митрополита Київського Філарета Денисенка на викладацьку роботу, який благословив йому викладання у відроджуваній Київській семінарії.
25 серпня 1991 року рукопокладений в сан диякона у целібаті, а 27 серпня того ж року — в Києво-Печерській лаврі в сан ієрея. Викладав у Київській духовній семінарії та академії патрологію, загально церковну історію, церковне право та грецьку мову. Був помічником інспектора, секретарем Правління семінарії, з 1992 року — секретар Наукової ради академії. Керував академічним храмом Різдва Пресвятої Богородиці, що на Дальніх печерах, Києво-Печерської лаври. 1995 — протоієрей. Звершував також богослужіння у Михайлівському храмі Видубицького монастиря (1991), Аннозачатійському храмі на Дальніх печерах (1991–1992), Свято-Воскресенській («Афганській») церкві на Печерську (1992), Свято-Троїцькому Іонинському чоловічому монастирі (1993–1997), древньому храмі Спаса на Берестові (1996–1997). 1996–2005 роки — духівник «Товариства шанувальників православної літератури» (Київ).
17 квітня 1997 року в Києво-Печерській лаврі, пострижений в чернецтво з іменем Йов на честь преподобного Йова Почаївського.

### Єпископ РПУвУ
22 червня 1997 року в неділю Всіх святих, в Трапезному храмі Києво-Печерської лаври — хіротонія в єпископа Української православної церкви Московського патріархату з титулом Херсонського та Таврійського. Посвячення звершили Блаженніший Володимир, митрополит Київський і всієї України, преосвященні Серафим (Залізницький), єпископ Білоцерківський і Богуславський, вікарії Київської митрополії: Іоан (Сіопко), єпископ Переяслав-Хмельницький та Павло (Лебідь), єпископ Вишгородський, намісник Києво-Печерської Лаври.
На Херсонській кафедрі започаткував видання єпархіального часопису «Православна Таврія». Піклувався про відбудову і подальший розвиток Григорієво-Бізюкового чоловічого монастиря, що на березі Дніпра, поблизу м. Берислава. Благословив заснування понад 50 нових парафій, освятив 10 новозбудованих та відреставрованих храмів.
З 30 березня 1999 — єпископ Сумський та Охтирський РПЦвУ, працював ректором Сумського пастирсько-богословського духовного училища РПЦвУ і ректора єпархіяльної газети «Православна Сумщина».
20 квітня 2005 року призначений єпископом Каширським, вікарієм Московської єпархії, керуючим парафіями МП в Канаді, замінивши на цій посаді уродженця Закарпаття архієпископа Марка (Петровція), у якого закінчився термін відрядження.
З 31 березня 2009 по 5 березня 2010 року також тимчасово керував парафіями Московської патріархії у США.
Рішенням синоду РПЦвУ від 14 липня 2018 року (журнал № 66) звільнений від управління патріаршими парафіями в Канаді. Синод благословив продовжити архіпастирське служіння в межах РПЦвУ на розсуд синоду останньої.
Рішенням синоду РПЦвУ від 25 вересня 2018 року (журнал № 34) призначений єпископом Шумським, вікарієм Тернопільської єпархії, і ректором Почаївської духовної семінарії.
В дописі на ФБ дозволив собі ксенофобський коментар на адресу активістів Української галицької партії та гуцулів.
У січні 2023 року отримав штраф за проросійський допис у Facebook, уклав угоду зі слідством, визнав провину і погодився на покарання.

## Розслідування

### Антиукраїнські погляди
2022 року СБУ повідомила про підозру Смакоузу за антиукраїнську діяльність. За даними слідства, він у соцмережах намагався принижувати честь і гідність українців, розпалювати релігійну ворожнечу та ненависть. Під час обшуків вдома та в семінарії слід виявили проросійську літературу. 2023 року суд обрав йому запобіжний захід у вигляді особистого зобов'язання. Згодом він уклав угоду зі слідством, визнав провину та сплатив 8500 гривень штрафу і витрати на експертизу.

### Розпалювання міжрелігійної ненависті
2023 - Смакоуза визнано винним у розпалюванні релігійної ворожнечі, він отримав 8,5 тис. грн штрафу.

## Нагороди
- 22 червня 2007 — «Орден преподобного Сергія Радонезького» II ступеня Російської православної церкви.
- 1 лютого 2014 — «Орден преподобного Серафима Саровського» II ступеня Російської православної церкви.

### Праці
- История церковной проповеди в Киевской митрополии в XVII—XVIII столетиях (кандидатская диссертация).;
- Галицкая Русь — Земля Святая (Краткий Патерик Галицких Святых) // Русин. — 2013. — № 2 (32). — С. 84—120.
- Смакоуз В., Опанасюк А., студенты I курса ЛДА, На Тамбовской земле. // Журнал Московской Патриархии. 1989. — № 9. — С. 27.
- Церковное служение верного сына Галицкой Руси архиепископа Пантелеимона (Рудыка) (К 50-летию учреждения Эдмонтонско-Канадской епархии Московского Патриархата) // Русин. — 2009. — № 3. — С. 96—119.
- Патриотический подвиг духовенства и верующих Патриаршей Русской Православной Церкви в Канаде в годы Второй мировой войны (к семидесятилетию начала Великой Отечественной войны и 50-летию со дня преставления митрополита Вениамина (Федченкова));
- История западно-русских церковных уний с Римом в медалях (американская медаль 1916 года в память воссоединения карпаторусинов-униатов с Русской Православной Церковью) // Русин. — 2011. — № 2 (24). — С. 27—36.
- Духовное возрастание и начальная подвижническая жизнь на Галицкой Руси преподобного Иова (Железо), игумена Почаевского // Русин. — 2012. — № 3 (29). — С. 33—53.
- «Целуем ваши вериги!»: священник Игнатий Гудима — страдалец за православную веру и русские идеалы в Галицкой (Червонной) Руси // Духовно-нравственное воспитание. — 2016. — № 7/8. — С. 65-77.